# Stok (rzeka)
Stok (Zielona, Źródełkowa) – potok w województwie lubelskim płynąca przez wieś Wola Duża i Wola Mała, mająca swe źródła w Puszczy Solskiej, pomiędzy Cyncynopolem i Hedwiżynem. Stok łączy się z Braszczką, tworząc w ten sposób Próchnicę, płynącą dalej przez Biłgoraj do Czarnej Łady.